# Пам'ятник Джонові Говарду

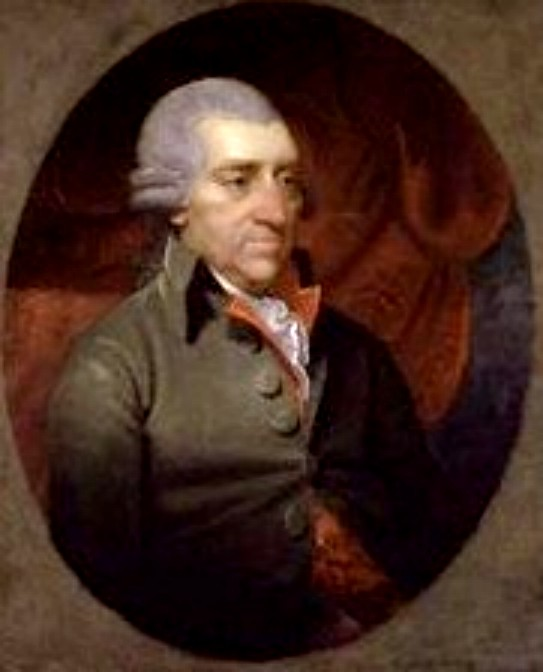
Джон Говард. Портрет, 1789 рік.

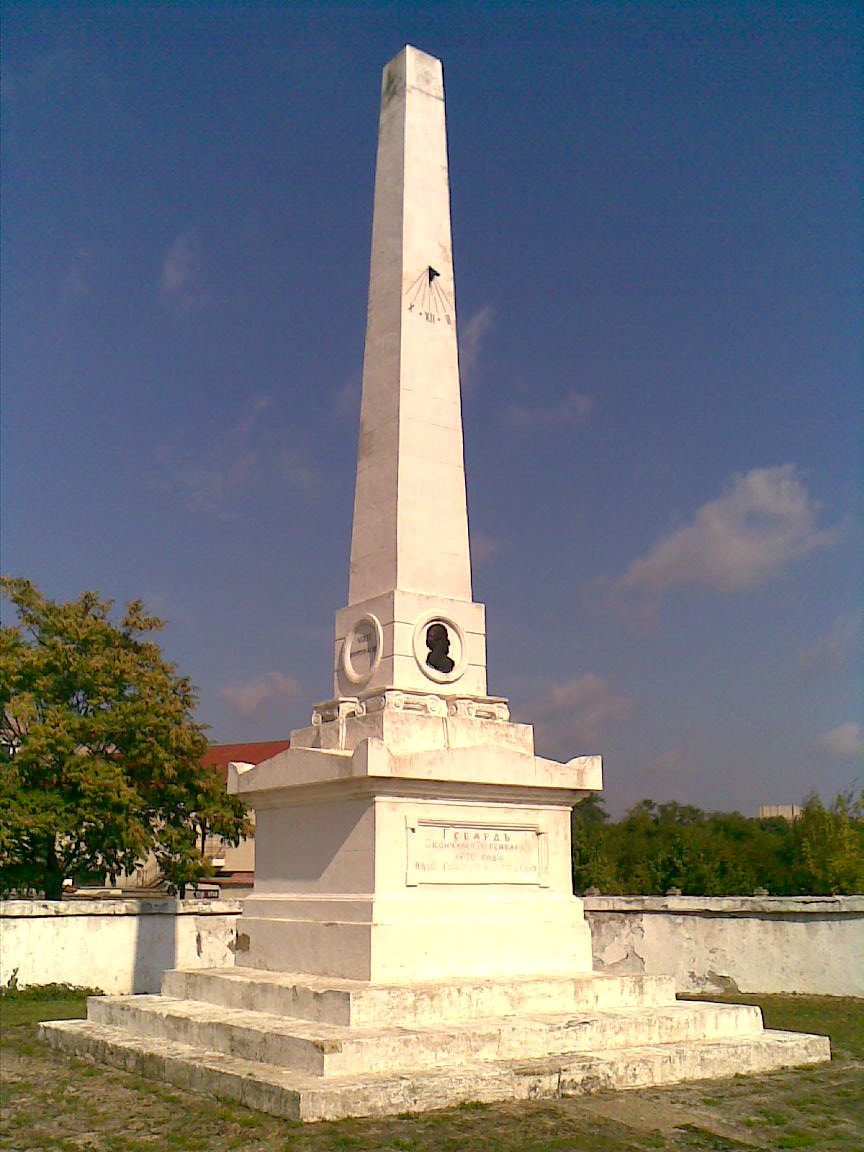
Пам'ятник Джонові Говарду в Херсоні.

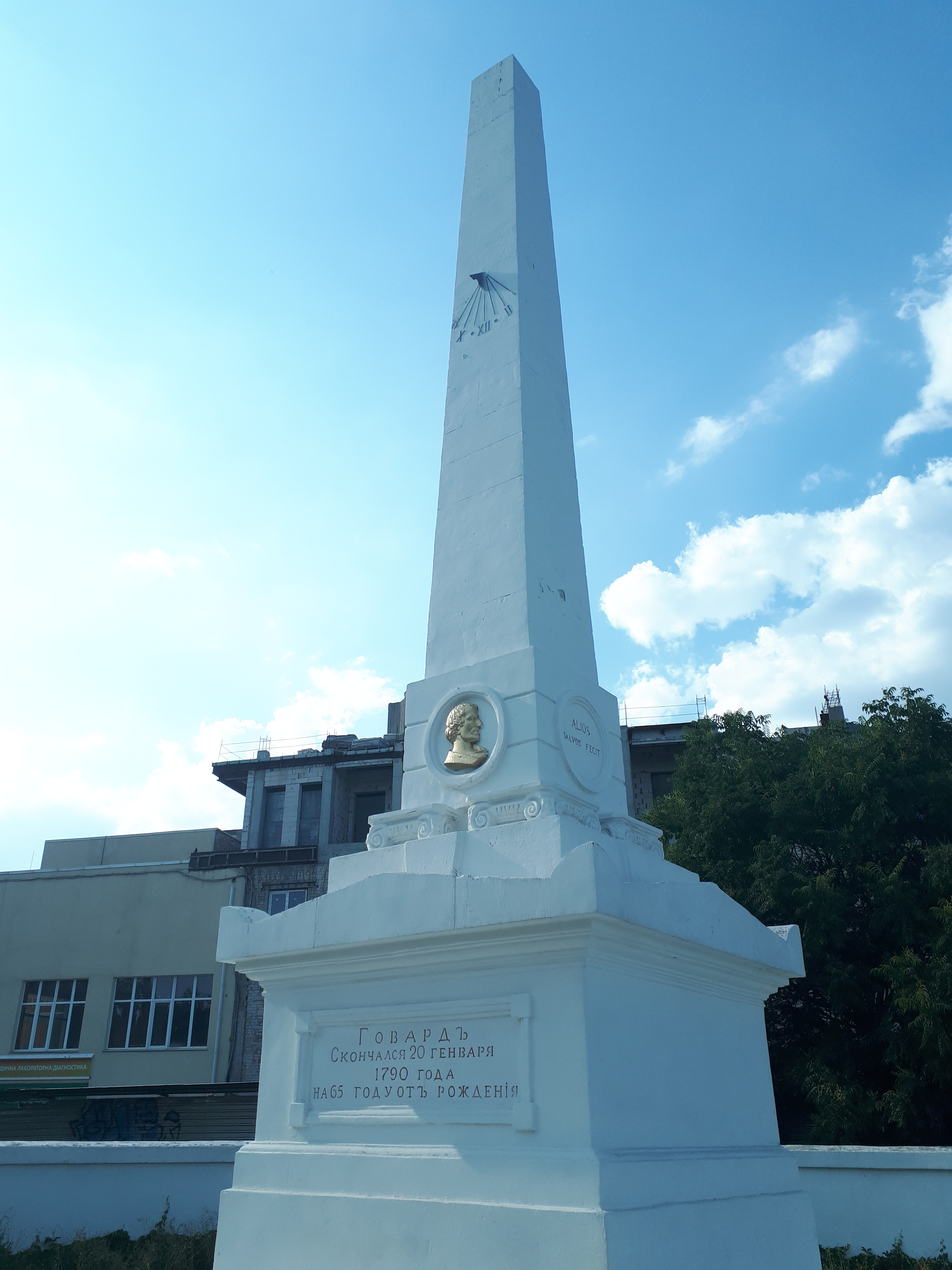
Пам'ятник у 2019 році

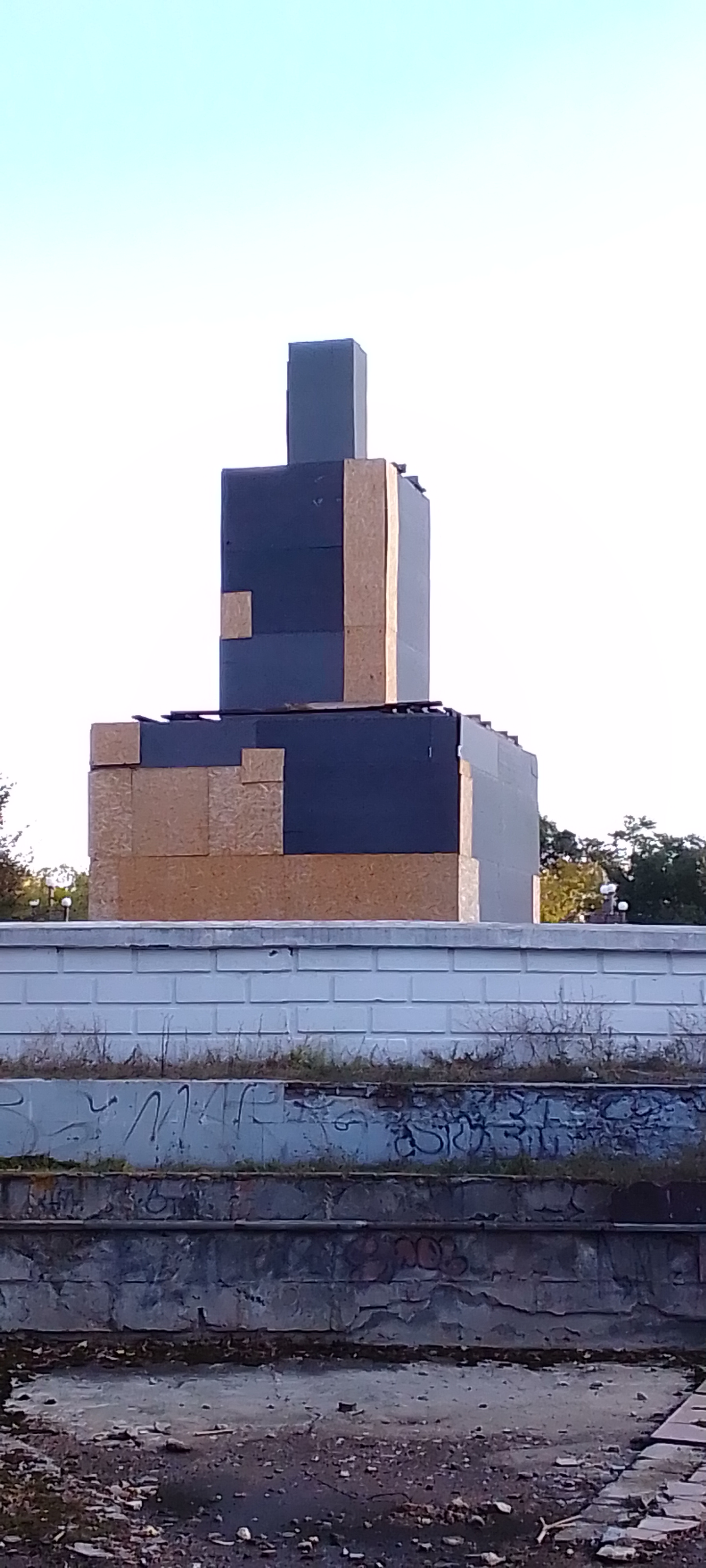
Пам'ятник у 2024 році

Пам'ятник Джонові Говарду (Джону Говарду) — споруджений у Херсоні як великий сонячний годинник пам'ятник англійському лікарю, філантропу, юристу-реформатору, який присвятив життя покращенню умов утримання ув'язнених у в'язницях Європи та досліджував епідемічні інфекційні захворювання.

## Загальна інформація
Пам'ятник Джонові Говарду знаходиться на головному проспекті міста Херсон — Незалежності, біля старого міського цвинтаря. Пам'ятник входить до 5 незвичних вуличних годинників України.

## Опис
Пам'ятник виконано у стилі класицизму. На постаменті з трьох сходинок знаходиться цоколь і великий п'єдестал, на якому лежать чотири іонічні капітелі. На них розташований другий п'єдестал із бронзовим медальйоном із зображенням Говарда, увінчаний обеліском, який є стилізованим сонячним годинником, і на одній з граней якого розташовано діючий сонячний годинник. На східній площині п'єдесталу у віньєтці виконано напис «Alios salvos fecit», на західній — «Vixit propter alios». Загальна висота пам'ятника становить 11 метрів.

## Історія пам’ятника
У жовтні 1789 року Джон Говард приїхав до Херсона під час епідемії тифу. Він відвідував лазарети, лікарні та безкоштовно лікував бідних городян. Джон Говард підхопив тиф та 20 січня 1790 року помер. Місце свого поховання філантроп, відчуваючи наближення смерті, визначив сам у бесіді зі своїм співвітчизником контр-адміралом Престманом, який служив на російському флоті: 
«Поховайте мене там, де я любив прогулюватися. Я не бажаю ні пам'ятників, ні написів, але хотів би, щоб на моїй могилі був встановлений сонячний годинник». 
Через кілька годин після смерті Говарда з нього зняли гіпсовий зліпок, який потім разом із духовним заповітом було відправлено до Англії. Пізніше в лондонському соборі Святого Павла було споруджено пам'ятник Говарду серед інших, присвячених видатним англійцям.
Волю покійного виконали — його поховали на південній околиці Херсона, на хуторі його приятеля Дофіне (нині село Степанівка). На могилі встановили пам'ятник — піраміду й на ній сонячний годинник. Дофіні власним коштом встановив білий кам'яний обеліск, оточений чавунним ланцюгом. На полиці карнизу п'єдесталу з південного боку було написано «Alios salvos fecit» (Інших рятував), з північної — цвяхом було подряпано «Vixit propter alios» (Жив для інших).

Письменник та мандрівник В. В. Ізмайлов у 1799 р. приписав і від себе: 
«Спочивай у світі, друг людей». 
Незабаром навколо могили Говарда утворився цвинтар інших іноземців протестантського віросповідання. Оскільки матеріал, з якого виготовили пам'ятник, був крихким, він із часом став руйнуватися. Згодом вандали вкрали погруддя, зроблене за посмертною маскою Говарда. Зник і сонячний годинник.
Після французько-російської війни 1812 р. про Говарда знову згадали. У 1814 р. Росію відвідали члени Британського біблійного товариства, з яким тісно пов'язано Англійське тюремне товариство. Їх милостиво прийняв Олександр I. Діяльність Говарда та стан в'язниць у Росії, очевидно, були темами їхньої розмови. У 1816 р. професор Харківського університету Дегуров, вказуючи на занедбаність могили Говарда, порушив питання про упорядкування. Олександр I, використовуючи можливість зміцнити симпатії Англії, вирішив встановити на могилі відомого філантропа новий пам'ятник і віддав розпорядження Кабінету міністрів про асигнування грошей. Скромна пропозиція херсонського губернського землеміра І. В. Ярославського обнести могилу кам'яною огорожею по колу було відхиллено, та імператор 8 жовтня 1817 р. привернув до цієї справи відомого архітектора В. П. Стасова, наказавши збільшити та прикрасити надгробний монумент. Через два місяці Стасов представив проект обеліска із сонячним годинником і теж запропонував обнести могилу круглою огорожею. У разі відсутності гарного каменю він рекомендував відлити обеліск із чавуну. За попередніми ескізами Стасов думав прикрасити саркофаг не лише написами, а й рельєфами: гірляндами та композицією з медичних атрибутів. Зодчий намагався розробити і варіант, у якому замість обеліска на саркофаг він ставив частину доричної колони, увінчуючи її урною. На саркофазі зображено медальйон із бюстом Говарда. Невпевнений у якісному виконанні барельєфів Стасов в остаточному варіанті відмовився від них, спростивши рішення.
У травні 1818 Олександр I відвідав Херсон, де цивільний губернатор граф К. Ф. Сен-Прі запропонував йому не чіпати пам'ятника на могилі, де було безлюдно, а спорудити новий у Херсоні, при в'їзді до нього з боку Миколаєва навпроти місця будівництва каторжно-пересильного замку. Імператор схвалив це рішення і 23 липня 1818 р. затвердив кошторис на спорудження пам'ятника, представлений Кабінетом міністрів, за яким у відомство Херсонського військового губернатора А. Ф. Ланжерона відпускалося 9674 руб. 30 коп. Ланжерон привернув до будівництва пам'ятника за проектом Василя Стасова землеміра Гречину, який закінчив роботи до кінця травня 1820 р. Пам'ятник був збудований із блоків сірого інгулецького вапняку. Сонячний годинник зроблений із позолоченої міді; чорний напис говорив: «Говард. Помер 20 січня на 65 році від народження». Навколо пам'ятника було влаштовано кам'яну круглу огорожу із залізною решітчастою брамою.
Поки будувався пам'ятник Говарду в Херсоні, з Англії герцогом Глостером був надісланий гіпсовий медальйон Говарда, знятий із барельєфу у соборі Святого Павла. До червня 1821 р. скульптор В. М. Єкімов в Академії мистецтв виготовив бронзову копію, яку наказано було вставити до пам'ятника. Вага медальйону становила 32,8 кг. Проте з лицьової сторони пам'ятника, зайнятої написом, місця не було, і у тому ж 1821 р. у проекті Гречина запропонував перебудувати його, додавши додатковий кубічний камінь, у якому і зміцнити медальйон. Він також запропонував підняти пам'ятник на п'ятиступінчасту основу, щоб його було видно з-за стіни. 25 лютого 1822 р. Гречина мав представити Ланжерону приблизний кошторис необхідної суми на розбудову пам'ятника. Однак дозвіл на перебудову надійшов лише через два роки. 3 січня 1824 р. вже новий новоросійський генерал-губернатор М. С. Воронцов зажадав розрахунки необхідних сум на всі роботи та матеріали відповідно до затвердженого проекту. До того ж частину коштів надав тодішній Херсонський губернатор А. Ф. Комстадіус, тітку якого й лікував Говард. Перебудова була розпочата, можливо, навесні 1824 р. В остаточному варіанті пам'ятник виглядав так: три майданчики, зроблені уступами, служили підставкою цоколю і великому п'єдесталу, на якому лежали чотири іонічні капітелі. На них підносився другий п'єдестал із бронзовим медальйоном із зображенням Говарда та вінчався обеліском. На східній площині п'єдесталу у віньєтці було виконано напис «Alios salvos fecit», на західній — «Vixit propter alios». Загальна висота пам'ятника склала 10 м 31,2 см (на 2 м вище за проектований Стасовим). Будівництво коштувало 2 тис. 909 руб. 87 коп. Дата освячення та відкриття пам'ятника точно не відома, але остаточний огляд його пройшов 10 липня 1828 року.
У роки революції 1917—1921 років і Другої світової війни огорожу частково зруйнували, а відбудували її в 1957 році. Довгий час монумент був занедбаний, і лише в 1990 році його реставрували, відновили барельєф і сонячний годинник..
В 2023 році, після деокупації міста, пам'ятник закрили чорною фанерою для захисту від пошкоджень внаслідок обстрілів.